# Fournival
Fournival est une commune française située dans le département de l'Oise en région Hauts-de-France.
Ses habitants sont les Fournivauxois.

## Géographie

### Localisation
Fournival est un village rural du Plateau picard située à 67 km au nord de Paris, 22 km à l'est de Beauvais, 33 km à l'ouest de Compiègne et à 48 km au sud d'Amiens.
Elle est desservie par l'ancienne route nationale 360 (actuelle RD 960) qui relie Bohain-en-Vermandois à Vervins.
Louis Graves indiquait en 1835 que le territoire de la commune « généralement incliné au midi, est coupé par un vallon ramifié dépourvu d'eau qui s'ouvre vers le canton de Clermont.
Le village occupe une position centrale ; il est disposé en une seule rue.descendant .de l'ouest à l'est sur un sol crayeux : ce village comprend. environ cent maisons ».

### Communes limitrophes
| Le Mesnil-sur-Bulles |           | Valescourt          |
| Bulles               | Fournival | Saint-Remy-en-l'Eau |
|                      | Étouy     | Avrechy             |

### Topographie et géologie
La commune de Fournival se situe sur une partie légèrement accidentée du plateau picard, où le dénivelé ne dépasse pas 80 mètres. Son point culminant est situé en bordure de la commune de Saint-Remy-en-l'Eau à 159 mètres d'altitude sur la route départementale 55. Le terrain est entaillé de plusieurs vallons dont la pente s'oriente vers le sud vers la vallée de l'Arré (vallée du Metz), où se trouve le point le plus bas, à 84 mètres au-dessus du niveau de la mer.
La vallée de Bulles, à la limite occidentale du terroir, se dirige vers la Brêche sur la commune homonyme. Les pentes de ces reliefs délimitent le plateau en plusieurs interfluves tel la « Montagne de Clermont » ou la « Montagne Jacqueline ».
Le village s'étend entre 116 et 135 mètres, le hameau du Plesseret entre 126 et 145 mètres, la Gloriette entre 88 et 146 mètres et la ferme de l'Argilière à 135 mètres d'altitude.

### Hydrographie
La commune est située dans le bassin Seine-Normandie. Elle n'est drainée par aucun cours d'eau permanent,.
Les nombreux vallons alimentent par ruissellement la rivière de l'Arré, affluent de la Brêche lui-même sous-affluent de la Seine par l'Oise. Les zones les plus basses du territoire au sud sont situées au-dessus de nappes phréatiques sous-affleurantes. Il subsiste quelques puits anciens dans le village qui puisaient de l'eau dans la craie.

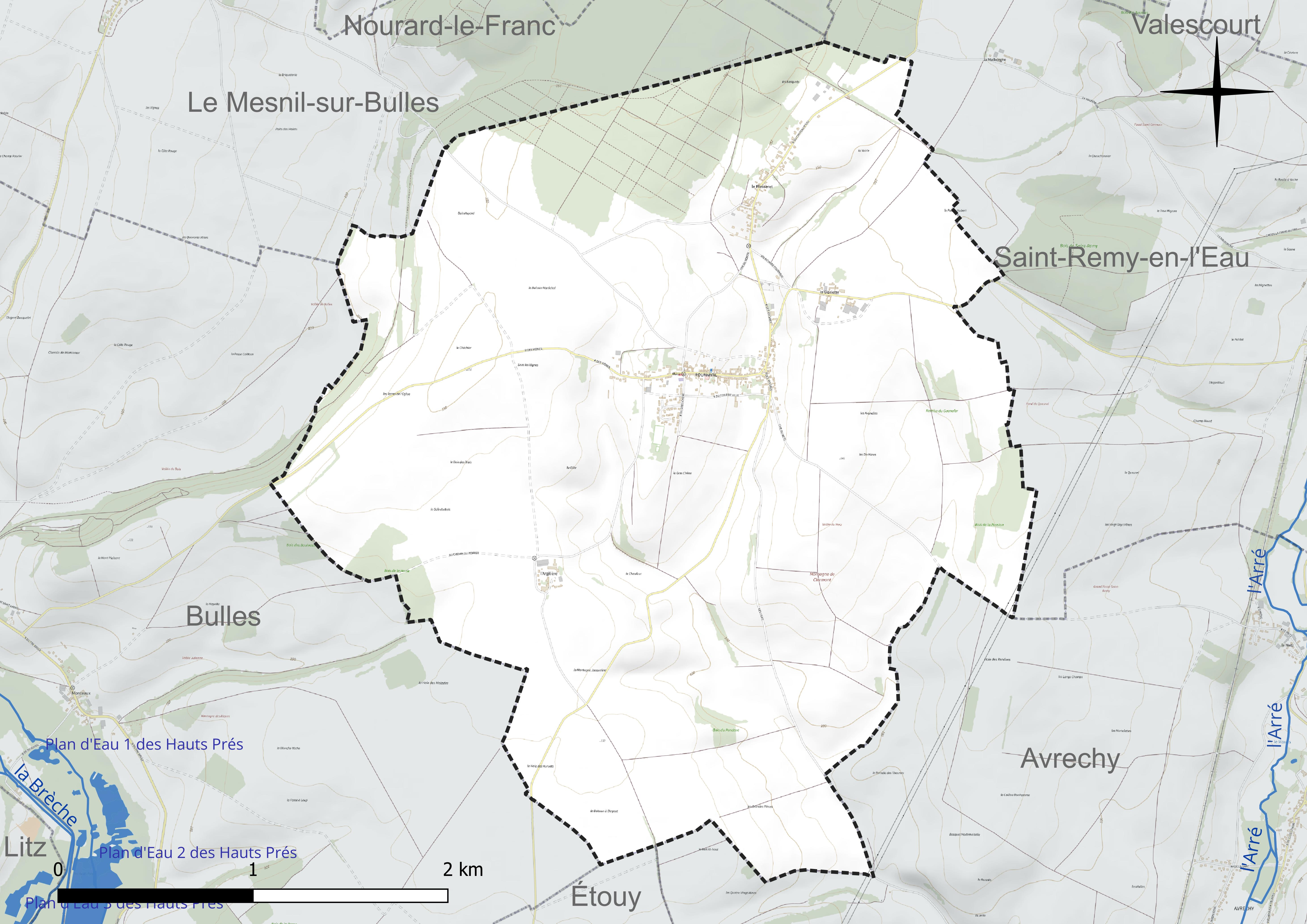
Réseau hydrographique de Fournival.

### Climat
Pour des articles plus généraux, voir Climat des Hauts-de-France et Climat de l'Oise.
En 2010, le climat de la commune est de type climat océanique dégradé des plaines du Centre et du Nord, selon une étude du CNRS s'appuyant sur une série de données couvrant la période 1971-2000. En 2020, Météo-France publie une typologie des climats de la France métropolitaine dans laquelle la commune est exposée à un climat océanique et est dans la région climatique Nord-est du bassin Parisien, caractérisée par un ensoleillement médiocre, une pluviométrie moyenne régulièrement répartie au cours de l'année et un hiver froid (3 °C).
Pour la période 1971-2000, la température annuelle moyenne est de 10,3 °C, avec une amplitude thermique annuelle de 14,5 °C. Le cumul annuel moyen de précipitations est de 701 mm, avec 11,7 jours de précipitations en janvier et 7,9 jours en juillet. Pour la période 1991-2020, la température moyenne annuelle observée sur la station météorologique la plus proche, située sur la commune de Godenvillers à 18 km à vol d'oiseau, est de 11,1 °C et le cumul annuel moyen de précipitations est de 701,9 mm,. Pour l'avenir, les paramètres climatiques de la commune estimés pour 2050 selon différents scénarios d'émission de gaz à effet de serre sont consultables sur un site dédié publié par Météo-France en novembre 2022.

### Milieux naturels et biodiversité
Le bois de Mont et la vallée de Bulles constituent une zone naturelle d'intérêt écologique, faunistique et floristique de type 1, ainsi qu'un corridor écologique potentiel.

## Urbanisme

### Typologie
Au 1er janvier 2024, Fournival est catégorisée commune rurale à habitat dispersé, selon la nouvelle grille communale de densité à sept niveaux définie par l'Insee en 2022.
Elle est située hors unité urbaine. Par ailleurs la commune fait partie de l'aire d'attraction de Paris, dont elle est une commune de la couronne,.

### Occupation des sols
L'occupation des sols de la commune, telle qu'elle ressort de la base de données européenne d'occupation biophysique des sols Corine Land Cover (CLC), est marquée par l'importance des territoires agricoles (88,1 % en 2018), en diminution par rapport à 1990 (89,6 %). La répartition détaillée en 2018 est la suivante : 
terres arables (82,8 %), forêts (9,3 %), zones agricoles hétérogènes (5,3 %), zones urbanisées (2,6 %). L'évolution de l'occupation des sols de la commune et de ses infrastructures peut être observée sur les différentes représentations cartographiques du territoire : la carte de Cassini (XVIIIe siècle), la carte d'état-major (1820-1866) et les cartes ou photos aériennes de l'IGN pour la période actuelle (1950 à aujourd'hui).

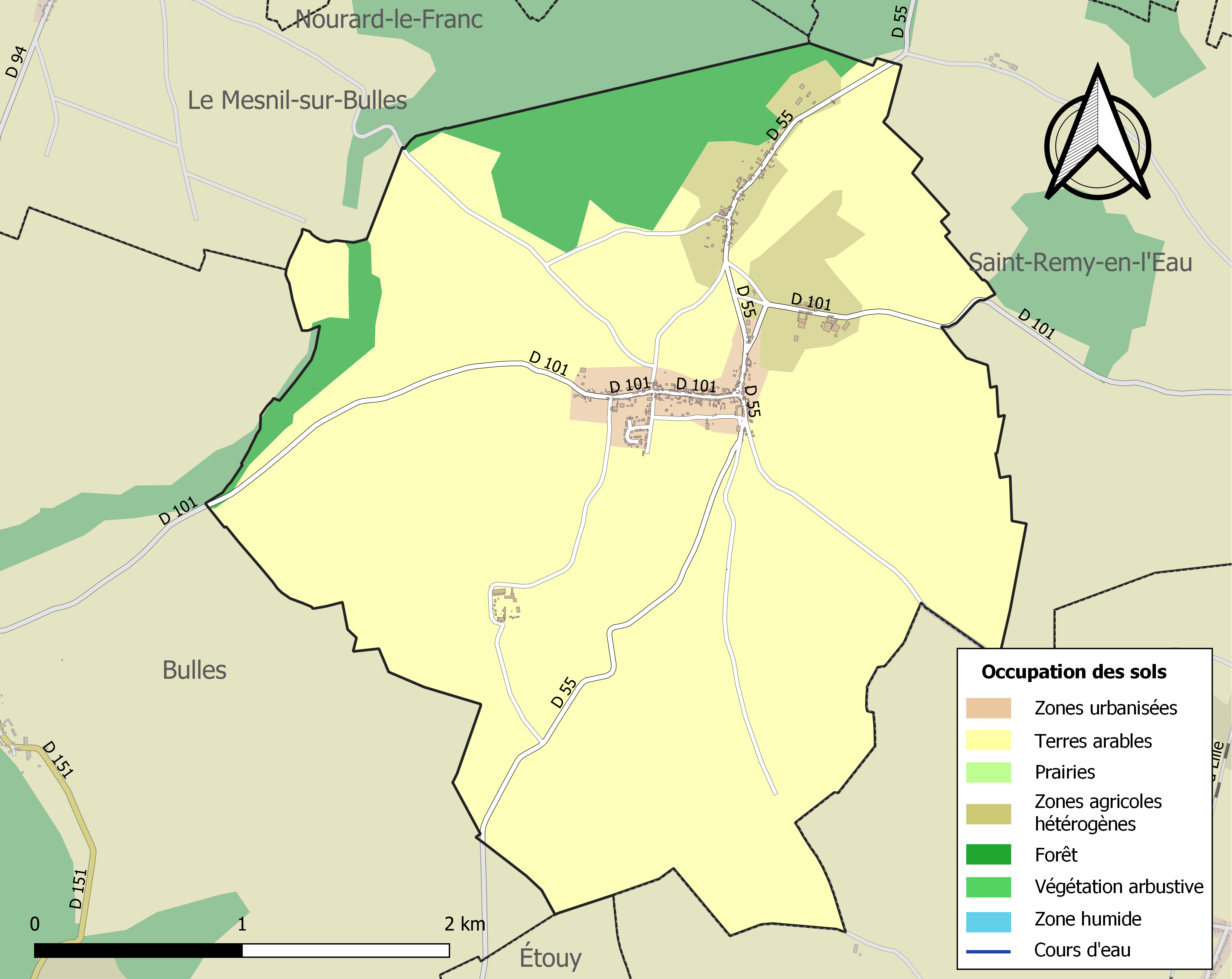
Carte des infrastructures et de l'occupation des sols de la commune en 2018 (CLC).

### Morphologie urbaine
Le village et les différents hameaux sont bâtis selon la forme de villages-rues c'est-à-dire en bordure d'un axe unique.

### Hameaux et lieux-dits
L'essentiel de l'espace bâti se concentre au chef-lieu. La commune possède deux hameaux et un écart : les hameaux du Plesseret et de la Gloriette respectivement au nord et à l'est ainsi que la ferme de l'Argilière au sud-ouest.

### Habitat et logement
En 2019, le nombre total de logements dans la commune était de 212, alors qu'il était de 198 en 2014 et de 184 en 2009.
Parmi ces logements, 92,9 % étaient des résidences principales, 1,4 % des résidences secondaires et 5,7 % des logements vacants. Ces logements étaient pour 99 % d'entre eux des maisons individuelles et pour 1 % des appartements.
Le tableau ci-dessous présente la typologie des logements à Fournival en 2019 en comparaison avec celle de l'Oise et de la France entière. Une caractéristique marquante du parc de logements est ainsi une proportion de résidences secondaires et logements occasionnels (1,4 %) inférieure à celle du département (2,4 %) mais supérieure à celle de la France entière (9,7 %). Concernant le statut d'occupation de ces logements, 89,3 % des habitants de la commune sont propriétaires de leur logement (89,4 % en 2014), contre 61,4 % pour l'Oise et 57,5 pour la France entière.
| Typologie                                               | Fournival | Oise | France entière |
| ------------------------------------------------------- | --------- | ---- | -------------- |
| Résidences principales (en %)                           | 92,9      | 90,4 | 82,1           |
| Résidences secondaires et logements occasionnels (en %) | 1,4       | 2,4  | 9,7            |
| Logements vacants (en %)                                | 5,7       | 7,1  | 8,2            |

### Voies de communications et transports
La commune est traversée par deux routes départementales : la RD 55 et la RD 101. La route départementale 55 reliant Saint-Just-en-Chaussée à Sainte-Geneviève traverse la commune du nord au sud par la rue du Château-d'Eau au hameau du Plesseret, puis le village par la rue des Avesnes en direction d'Étouy. La route départementale 101 de Bulles à Estrées-Saint-Denis traverse le village d'ouest en est par la Grande-Rue puis le hameau de la Gloriette avant de rejoindre Saint-Remy-en-l'Eau. Plusieurs voies communales rejoignent les villages voisins de Le Mesnil-sur-Bulles, de Le Metz et Bizancourt. Les hameaux du Plesseret, de la Gloriette et de la ferme de l'Argilière sont raccordés entre eux par un réseau de petites routes quadrillant le territoire communal.
La gare SNCF la plus proche est située à Saint-Remy-en-l'Eau à 3 km à l'est, sur la ligne de Paris-Nord à Lille, mais demeure peu desservie et les usagers se dirigent souvent vers la gare de Saint-Just-en-Chaussée, à 6 km au nord.
La commune est desservie, en 2023, par les lignes 613, 6304, 6341 et 6342 du réseau interurbain de l'Oise. La commune fait partie du réseau TADAM, service de transport collectif à la demande, mis en place à titre expérimental par la communauté de communes du Plateau Picard. Elle est reliée à l'un des 8 points de destination situés à Saint-Just-en-Chaussée, Maignelay-Montigny, La Neuville-Roy et Tricot au départ des 98 points d'origine du territoire. Une navette de regroupement pédagogique intercommunal (ligne 6837) mise en place avec les écoles de Saint-Remy-en-l'Eau et Valescourt s'arrête dans les différents hameaux de la commune.
Le sentier de grande randonnée 124 ou GR 124 fait incursion par la commune par la vallée de Bulles.

### Risques naturels et technologiques
Fournival se trouve en zone de sismicité 1, c'est-à-dire très faiblement exposée aux risques de tremblement de terre.

## Toponymie
La localité a été désignée sous les noms de Furnival, Fornival (Fornivallis, Furnivallis).

## Histoire

### Temps modernes
Fournirai dépendait en partie du comté de Clermont ; il appartenait en premier lieu au bailliage de Montdidier dont il est détaché vers 1729 à la demande du maréchal de Berwick, principal propriétaire, pour être réuni au bailliage de Clermont, où celui-ci avait des domaines considérables constituant le duché de Fitz-James.

### Époque contemporaine

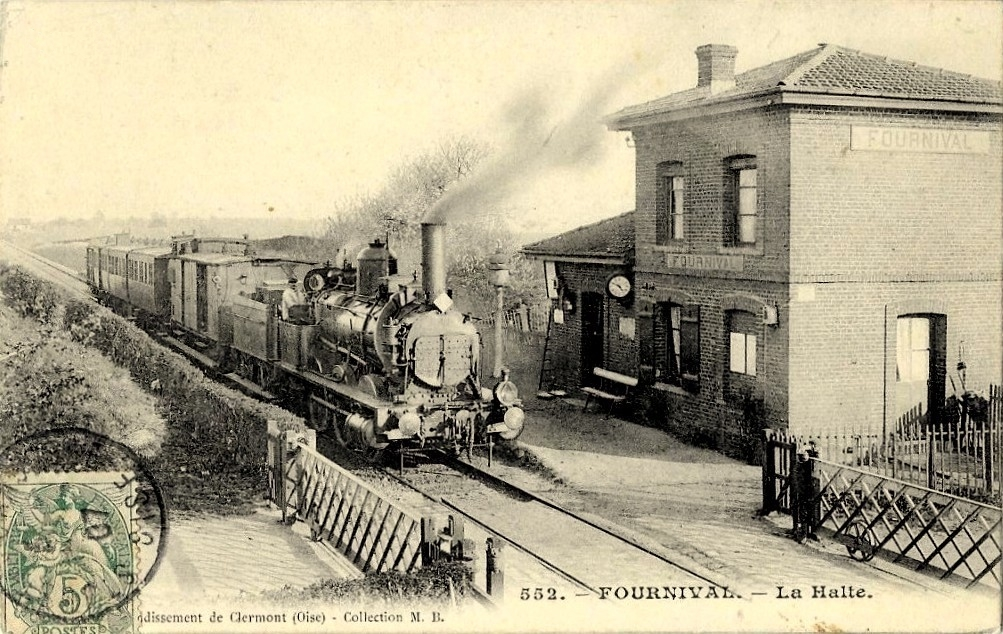
Carte postale de la gare vers 1907.

En 1835, on comptait à Fournival une carrière. La population vivait de l'agriculture ou au tissage de toiles de lin
De 1876 à 1939, Fournival est desservie par une halte au hameau du Plesseret sur Ligne de La Rue-Saint-Pierre à Saint-Just-en-Chaussée. Cette voie reliait la ligne Paris-Nord - Lille à la ligne Rochy-Condé - Soissons. Le trafic voyageurs cess le 15 mai 1939. Le 12 novembre 1954, le tronçon entre Bulles et Saint-Just-en-Chaussée est définitivement déclassée. Il subsiste toujours l'ancienne gare, transformée en habitation, et le tracé de l'ancienne ligne est repris par des chemins

## Politique et administration

### Rattachements administratifs et électoraux

#### Rattachements administratifs
La commune se trouve depuis 1942 dans l'arrondissement de Clermont du département de l'Oise.
Elle faisait partie depuis 1801 du canton de Saint-Just-en-Chaussée. Dans le cadre du redécoupage cantonal de 2014 en France, cette circonscription administrative territoriale a disparu, et le canton n'est plus qu'une circonscription électorale.

#### Rattachements électoraux
Pour les élections départementales, la commune fait partie depuis 2014 d'un nouveau canton de Saint-Just-en-Chaussée
Pour l'élection des députés, elle fait partie de la première circonscription de l'Oise.

### Intercommunalité
Fournival était membre de la communauté de communes du Plateau Picard, un établissement public de coopération intercommunale (EPCI) à fiscalité propre créé fin 1999 et auquel la commune a transféré un certain nombre de ses compétences, dans les conditions déterminées par le code général des collectivités territoriales.

### Liste des maires
| Période                                  | Période                       | Identité         | Étiquette      | Qualité |
| ---------------------------------------- | ----------------------------- | ---------------- | -------------- | --- |
| Les données manquantes sont à compléter. |                               |                  |                | |
| en cours en 1939                         |                               | Ernest Roussel   |                | |
| Les données manquantes sont à compléter. |                               |                  |                | |
| mars 2001                                | 9 décembre 2012               | Pierre Desandère | UMP            | Agriculteur retraité Vice-président de la CC du Plateau picard (2001 → 2008) Président du syndicat d'assainissement de la vallée d'Arré ( ? → 2012) Décédé en fonction |
| janvier 2013                             | juillet 2020                  | Joël Dumont      |                | Retraité de la fonction publique |
| juillet 2020                             | En cours (au 25 octobre 2022) | Olivier Coulon   | Sans étiquette | Agriculteur et formateur au lycée agricole d'Airion |

## Équipements et services publics
La commune est devenue propriétaire de l'ancienne Maison pour tous située au centre du village, et qui pourrait être utilisé comme une maison d'assistantes maternelles.

### Eau et déchets
Un château d'eau a été bâti au hameau du Plesseret

### Enseignement
Les enfants de la commune sont scolarisés avec ceux de Valescourt et de Saint-Remy-en-l'Eau dans le cadre d'un regroupement pédagogique intercommunal où 96 élèves sont inscrits en 2016.
L'école de Fournival a été détruite en 2014 lors d'un incendie provoqué par un court-circuit, et sa reconstruction, décidée en 2016,, permet d'accueillir la classe de grande section de maternelle et cours préparatoire.
La cantine est assurée par une entreprise privée, « Le Relais des écoliers ».

## Population et société

### Démographie

#### Évolution démographique
L'évolution du nombre d'habitants est connue à travers les recensements de la population effectués dans la commune depuis 1793. Pour les communes de moins de 10 000 habitants, une enquête de recensement portant sur toute la population est réalisée tous les cinq ans, les populations de référence des années intermédiaires étant quant à elles estimées par interpolation ou extrapolation. Pour la commune, le premier recensement exhaustif entrant dans le cadre du nouveau dispositif a été réalisé en 2008.

En 2022, la commune comptait 521 habitants, en évolution de +1,96 % par rapport à 2016 (Oise : +0,87 %, France hors Mayotte : +2,11 %).
| 1793 | 1800 | 1806 | 1821 | 1831 | 1836 | 1841 | 1846 | 1851 |
| ---- | ---- | ---- | ---- | ---- | ---- | ---- | ---- | ---- |
| 578  | 513  | 537  | 510  | 502  | 522  | 502  | 514  | 504  |

| 1856 | 1861 | 1866 | 1872 | 1876 | 1881 | 1886 | 1891 | 1896 |
| ---- | ---- | ---- | ---- | ---- | ---- | ---- | ---- | ---- |
| 448  | 440  | 475  | 398  | 412  | 406  | 430  | 414  | 395  |

| 1901 | 1906 | 1911 | 1921 | 1926 | 1931 | 1936 | 1946 | 1954 |
| ---- | ---- | ---- | ---- | ---- | ---- | ---- | ---- | ---- |
| 373  | 352  | 358  | 314  | 322  | 293  | 300  | 287  | 283  |

| 1962 | 1968 | 1975 | 1982 | 1990 | 1999 | 2006 | 2008 | 2013 |
| ---- | ---- | ---- | ---- | ---- | ---- | ---- | ---- | ---- |
| 306  | 280  | 263  | 289  | 478  | 501  | 485  | 481  | 495  |

| 2018 | 2022 | - | - | - | - | - | - | - |
| ---- | ---- | - | - | - | - | - | - | - |
| 525  | 521  | - | - | - | - | - | - | - |

#### Pyramide des âges
La population de la commune est relativement jeune.
En 2018, le taux de personnes d'un âge inférieur à 30 ans s'élève à 37,3 %, soit au-dessus de la moyenne départementale (37,3 %). À l'inverse, le taux de personnes d'âge supérieur à 60 ans est de 18,9 % la même année, alors qu'il est de 22,8 % au niveau départemental.
En 2018, la commune comptait 279 hommes pour 246 femmes, soit un taux de 53,14 % d'hommes, largement supérieur au taux départemental (48,89 %).
Les pyramides des âges de la commune et du département s'établissent comme suit.
| Hommes | Classe d’âge | Femmes |
| ------ | ------------ | ------ |
| 0,0    | 90 ou +      | 0,4    |
| 2,5    | 75-89 ans    | 2,8    |
| 15,8   | 60-74 ans    | 16,3   |
| 20,4   | 45-59 ans    | 22,4   |
| 22,6   | 30-44 ans    | 22,4   |
| 15,4   | 15-29 ans    | 15,4   |
| 23,3   | 0-14 ans     | 20,3   |

| Hommes | Classe d’âge | Femmes |
| ------ | ------------ | ------ |
| 0,5    | 90 ou +      | 1,4    |
| 5,5    | 75-89 ans    | 7,6    |
| 15,6   | 60-74 ans    | 16,3   |
| 20,8   | 45-59 ans    | 20     |
| 19,4   | 30-44 ans    | 19,4   |
| 17,6   | 15-29 ans    | 16,2   |
| 20,6   | 0-14 ans     | 19,1   |

## Culture locale et patrimoine

### Lieux et monuments
- Église Notre-Dame : elle date du XVIIIe siècle.

### Personnalités liées à la commune
- Richard de Fournival (1201-1260), médecin et alchimiste.